# 202 aC
El 202 aC és un any comú denominat així des de la introducció del calendari gregorià. Va ser un any del calendari romà prejulià. A la República i a l'Imperi Romà es coneixia com l'Any del Consolat de Neró i Gemin (o també any 552 Ab urbe condita). L'ús del nom «202 aC» per referir-se a aquest any es remunta a l'alta edat mitjana, quan el sistema Anno Domini va ser el mètode de numeració dels anys més comú a Europa.

## Esdeveniments

### Regió de Síria
- Inici de la Cinquena Guerra Síria. Antíoc III prepara una segona invasió de Celesíria. Fa un acord amb Filip V de Macedònia per conquistar i compartir els territoris dels Ptolemeus d'ultramar. Antíoc assetja Gaza.[2]

### Antiga Roma
- Aquest any són elegits cònsols Tiberi Claudi Neró i Marc Servili Pàlex Gemin.[3]
- Claudi Neró rep la província d'Àfrica per fer la guerra a Hanníbal juntament amb Publi Corneli Escipió. No arriba a l'Àfrica, perquè una violenta tempesta desvia la seva flota a Populonii, d'on passa a l'illa d'Elba i a Còrsega i després a Sardenya on s'ha de quedar tot l'hivern a Caralis. Quan torna a Roma, el seu període ja havia acabat.[4]
- Pàlex Gemin rep Etrúria com a província, que ocupa amb dues legions. Veu prorrogat el seu imperium sobre aquesta zona l'any següent (201 aC).[5]

### Àfrica
- Batalla de Zama. És la batalla decisiva de la Segona Guerra Púnica. Un exèrcit romà comandat pel cònsol Publi Corneli Escipió Africà derrota un exèrcit cartaginès comandat pel general Hanníbal. Després d'aquesta derrota, no gaire lluny de la mateixa ciutat de Cartago, el senat cartaginès es veu obligat a acceptar la pau.
- Massinissa, després de vèncer Sífax i Hàsdrubal, entra a Cirta, s'apodera dels seus tresors i fa presonera a Sofonisba esposa de Sífax. Escipió li concedeix el títol de rei del Regne de Numídia, amb la possessió dels seus dominis hereditaris i l'expectativa dels territoris del seu rival.[6][7]

### Xina
- Batalla de Gaixian. Liu Bang, rei Han, derrota Xiang Yu de l'Estat de Chu i posa fi a la disputa Chu-Han. Liu Bang s'autoproclama emperador de la Xina i oficialment comença la dinastia Han, amb capital a Xi'an.[8]

## Necrològiques
- Hasdrúbal (fill de Giscó), se suïcida després de la derrota en la batalla de Cirta.[9]
- Roma - Tit Manli Torquat, cònsol en dues ocasions (235 aC i 224 aC).[4]